# Hochschulbibliothekszentrum des Landes Nordrhein-Westfalen

Logo des hbz

Das Hochschulbibliothekszentrum des Landes Nordrhein-Westfalen (hbz) ist eine zentrale Dienstleistungs- und Entwicklungseinrichtung für die Hochschulbibliotheken in Nordrhein-Westfalen und Rheinland-Pfalz.

## Geschichte und Status
Auf Basis vertraglicher Vereinbarungen übernimmt das hbz seit 1973 Aufgaben für Bibliotheken und Einrichtungen innerhalb und außerhalb von Nordrhein-Westfalen. Es hat seinen Sitz in Köln (§1 hbz-Satzung) und wird von einem Direktor geleitet, der nach Anhörung des hbz-Rates vom nordrhein-westfälischen Wissenschaftsministerium bestellt wird (§3 hbz-Satzung). Der hbz-Rat seinerseits wirkt an der Steuerung und Weiterentwicklung des hbz mit (§§ 4–7 hbz-Satzung).

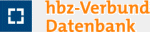
Logo der hbz-Verbunddatenbank

Die hbz-Verbunddatenbank umfasst Nachweise von über 18 Millionen Titeln, die von den teilnehmenden Verbundbibliotheken erstellt bzw. durch maschinelle Verfahren importiert wurden. Hinzu kommen über 40 Millionen Bestandsdaten der nordrhein-westfälischen und rheinland-pfälzischen Verbundbibliotheken. In der Verbunddatenbank werden zudem die Daten der Nordrhein-Westfälischen Bibliographie (NWBib) geführt. Sie wird in regelmäßigen Abständen mit den Daten der Zeitschriftendatenbank (ZDB) aktualisiert. Die bibliographischen Metadaten der hbz-Verbunddatenbank werden durch ca. 1 Million digitale Objekte – insbesondere Inhaltsverzeichnisse und Volltexte – angereichert.

## Aufgaben
Zu den weiteren Produkten und Dienstleistungen zählen:
- Die Digitale Bibliothek (DigiBib): Portal zur Welt des Wissens für rund 220 Bibliotheken, Zugang mit Online-Fernleihe und Dokumentenlieferdienst zum heterogenen Informations- sowie Dienstleistungsangebot der jeweiligen Bibliothek, Möglichkeit der Recherche in mehr als 450 Falldatenbanken
- das Linkverwaltungssystem DigiLink sowie den virtuellen und kooperativen Auskunftsverbund DigiAuskunft
- Digital Peer Publishing (DiPP): Angebot zum Hosting von qualitätsgeprüften elektronischen Open-Access-Fachzeitschriften
- Digitale Inhalte: konsortiale Erwerbung von elektronischen Inhalten, zentrales und überregionales Vertragsmanagement, Plattform für Nutzungsstatistiken, Hosting von Datenbanken, Kundenservice und -training von Benutzung und Recherche
- Deutsche Bibliotheksstatistik (DBS) und Österreichische Bibliotheksstatistik: jährliche Erfassung aller wichtigen Kennzahlen in den Bereichen Ausstattung, Bestand, Entleihung, Ausgaben, Finanzen und Personal der Öffentlichen und Wissenschaftlichen Bibliotheken
- BIX – der Bibliotheksindex: bundesweites Ranking für Bibliotheken vom Deutschen Bibliotheksverband (dbv) und hbz in Kooperation mit B.I.T.online, ermöglicht einen differenzierten Leistungsvergleich von Bibliotheken
- Online-Fernleihe: Online-Literaturbestellung und Dokumentlieferdienst
- Suchraum: technische Infrastrukturlösung für effizientes Retrieval in bibliographischen Beständen mittels Suchmaschinentechnologie
- Digitalisierung: Umwandlung digitaler Medien wie Papierbücher und Zeitschriften in digitale Form mit den Digitalisierungsplattformen scantoweb hosted by hbz und MyBib eL® sowie Catalogue Enrichment
- Speicherung und Verwaltung großer Mengen von digitalen Objekten aller Art, Hosting und Archivierung von Webseiten sowie Langzeitarchivierung elektronischer Pflichtexemplare, Hosting von Hochschulschriften und Dokumentenservern
- Linked Open Data (LOD): Aufbau von Wissen und Technologie für Linked-Data-basierte Dienstleistungen, Entwicklungen in diesem Bereich basieren auf zwei Säulen: Publikation von offen lizenzierten Daten zur freien Nutzung durch jeden und domänenübergreifende Web-Standards für die Entwicklung neuer Technologien[3]